# 2024年香港
|        | 香港歷史 \| 香港歷史年表                                                                                                   |
| 世紀： | 20世紀香港 \| 21世紀香港 \| 22世紀香港                                                                                     |
| 年代： | 1990年代香港 \| 2000年代香港 \| 2010年代香港 \| 2020年代香港 \| 2030年代香港 \| 2040年代香港 \| 2050年代香港               |
| 年份： | 2020年香港 \| 2021年香港 \| 2022年香港 \| 2023年香港 \| 2024年香港 \| 2025年香港 \| 2026年香港 \| 2027年香港 \| 2028年香港 |
| 紀年： | 甲辰年（龙年）、香港開埠183周年、香港回歸27周年千紀：3                                                                     |

## 政府

### 行政

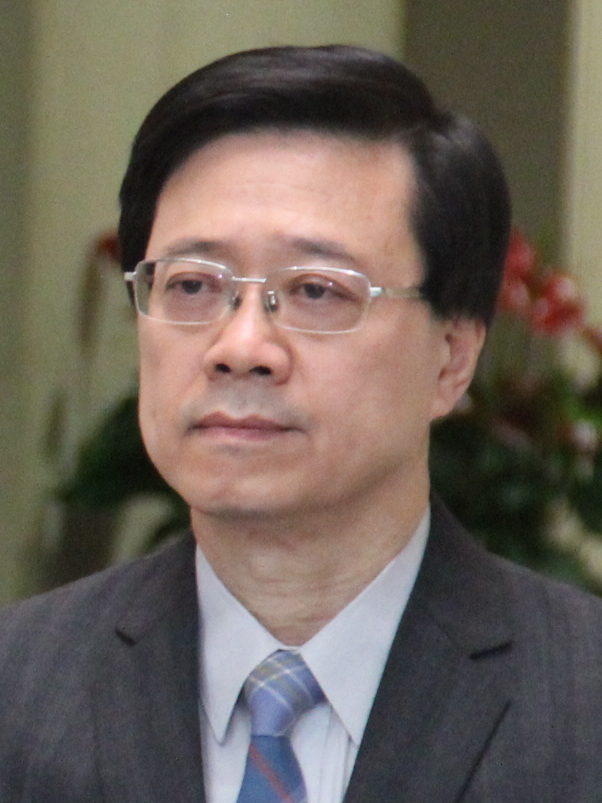
行政長官：李家超
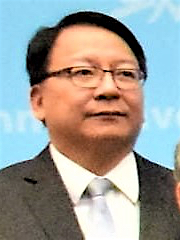
政務司司長：陳國基
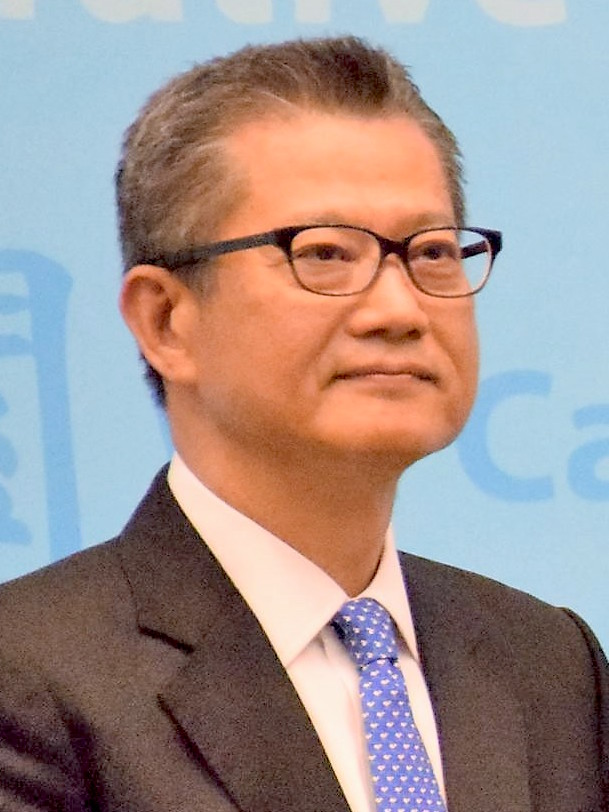
財政司司長：陳茂波
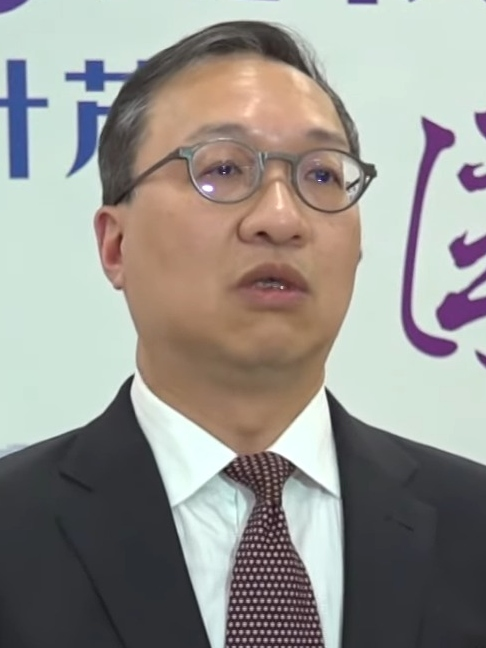
律政司司長：林定國

### 立法

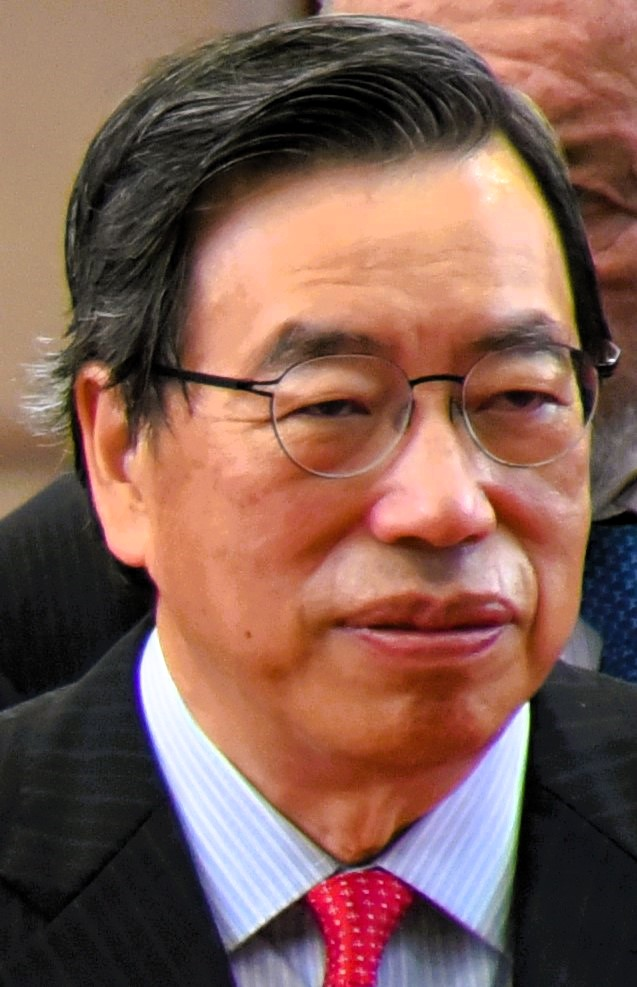
立法會主席：梁君彥

### 司法

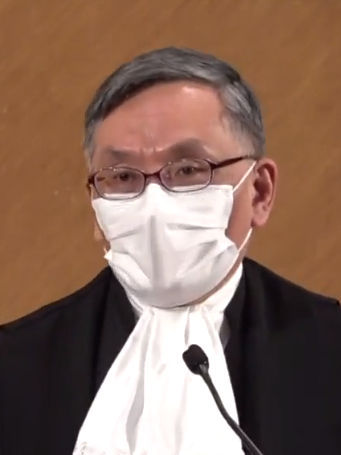
終審法院首席法官：張舉能

### 成員變動

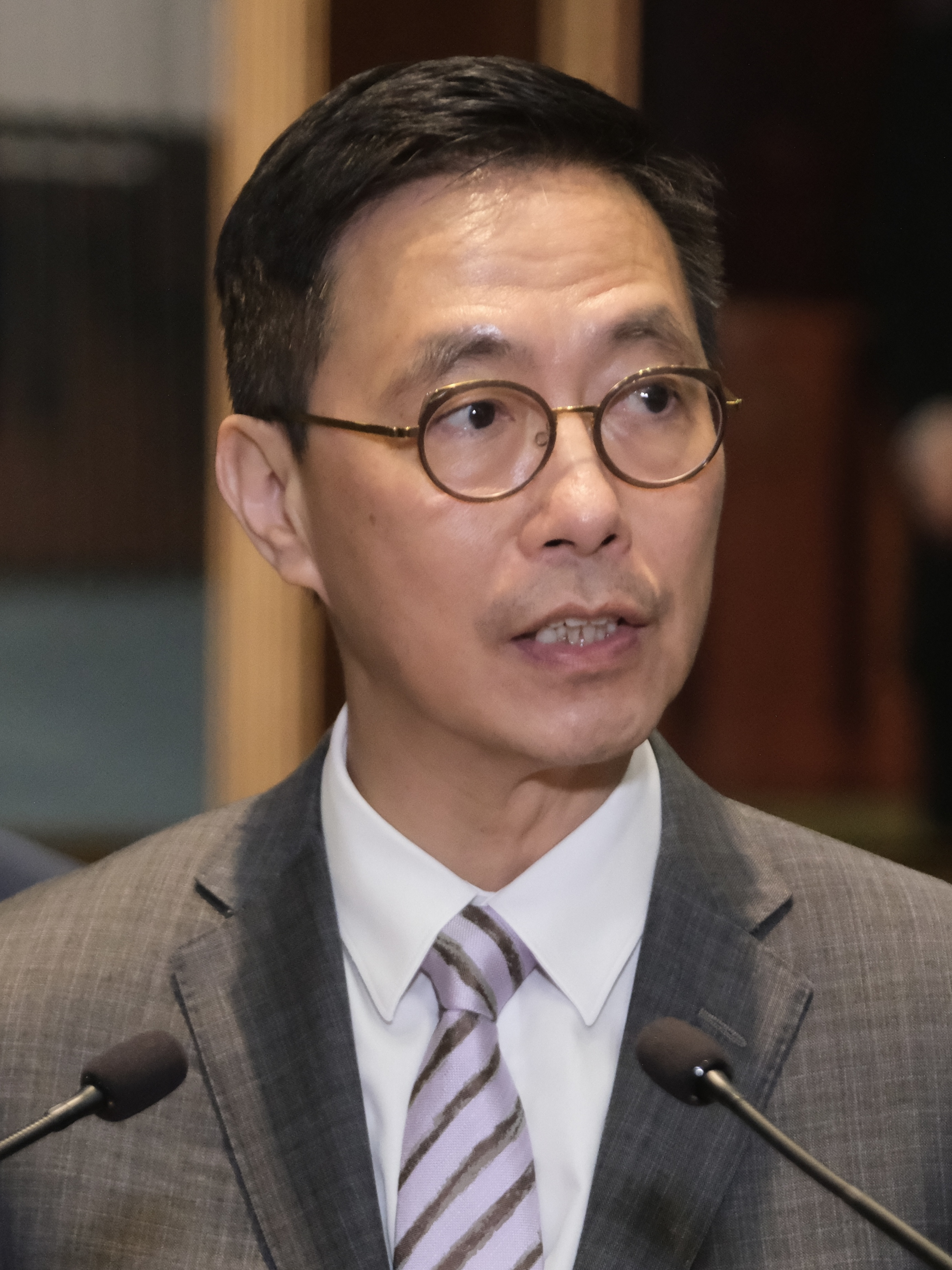
文化體育及旅遊局局長：楊潤雄（被免職）
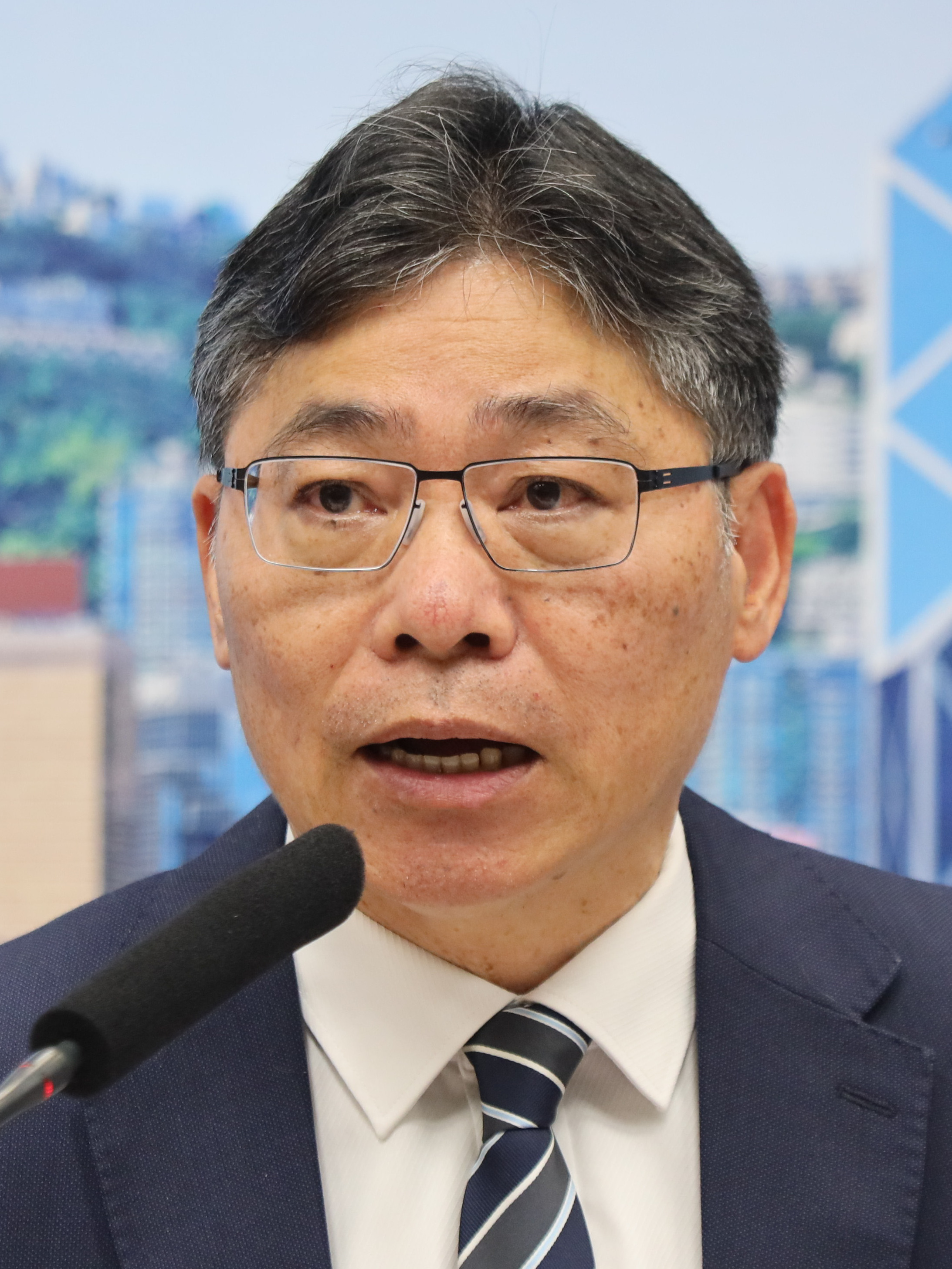
運輸及物流局局長：林世雄（被免職）

## 大事時序

### 1月
- 1月1日：
  - 香港第七屆區議會任期正式展開，共470名區議員宣誓就職，其中88名由全港44個地方選區選民選出；176名由地區委員會成員選出；179名由行政長官委任；27名為鄉事委員會主席。全部議員均屬於建制派，沒有民主派人士，區議會主席改由民政事務專員兼任，是實施《港區國安法》及落實「愛國者治港」後首屆區議會[1]。
  - 香港恢復舉辦除夕煙花匯演，是自反修例運動及2019冠狀病毒病疫情以來首次舉辦，也是五年來規模最大，但有大批內地旅客在觀賞除夕煙花匯演後因邊境口岸配套不足而滯留香港。[2][3][4][5][6]
  - 中電位於青衣的一個變電站傳出爆炸聲，導致新界部分地區下午3時許電壓驟降，引發多宗被困升降機及火警鐘鳴響事故。[7]
- 1月8日：香港中文大學校長段崇智向校董會提出請辭，將於2025年1月離任。[8]
- 1月9日：
  - 行政長官會同行政會議批准明愛專上學院升格為大學並改名為聖方濟各大學。[9]
  - 前區議員、搬屋公司「同行搬屋」創辦人林進涉串謀行騙及欺詐被拘捕。[10]
  - 一名孕婦於觀塘海濱道與駿業街交界被貨車撞倒，兩日後證實不治。[11]
- 1月17日：
  - 香港戲劇協會表示上月獲香港藝術發展局通知，因上屆香港舞台劇獎頒獎禮對局方聲譽造成損害或不利影響，將停止資助第32屆頒獎禮。康樂及文化事務署亦未能提供或贊助頒獎禮場地。[12]《香港01》報導指香港藝術發展局的信件提及決定與上屆頒獎禮邀請尊子和蔡玉玲擔任頒獎嘉賓有關。[13]
  - 警方拘捕2名懲教人員及４名囚犯，他們涉嫌於壁屋懲教所襲擊1名18歲還押犯，並造成永久性傷害。[14]
- 1月18日：警方指控正生會涉嫌詐騙逾5000萬港元，拘捕4名董事，並通緝包括正生書院校長陳兆焯在內的另外3名董事。[15][16][17]
- 1月19日：環境及生態局局長謝展寰宣布將垃圾徵費法定生效日期由4月1日改為8月1日。政府部門和樓宇會在4月1日先行實施。[18]
- 1月21日：約7萬人參加渣打香港馬拉松，有超過840人受傷，1人死亡。死者是1名30歲男子，賽後於天后站月台暈倒，送往律敦治醫院後證實不治。[19][20]
- 1月25日：
  - 行政長官李家超宣布成立一支應變反駁隊，以為香港政策辯護，回應和反駁有關市民和外界對香港政策的批判及擔憂，特別是要在網上反駁有關香港特別行政區基本法第二十三條的批判。[21]
  - 鄒幸彤2021年在網上宣傳及呼籲他人參與六四集會一案，終審法院以3比2裁定律政司勝訴，恢復鄒幸彤原審時的定罪。[22][23]
- 1月29日：
  - 香港高等法院向恒大集團頒布清盤令。[24]
  - 《內地民商事判決（相互強制執行）條例》生效。[25]
- 1月30日：香港政府啟動《基本法》23條立法工作，即日起諮詢公眾至2月28日。

### 2月
- 2月4日：國際邁阿密與香港足球代表隊進行表演賽，因球星美斯沒有出場引起球迷憤怒。[26]
- 2月19日：香港政府推出「長者醫療券大灣區試點計劃」，新增7家中國內地試點醫療機構可使用醫療券。[27]
- 2月20日：由協興建築承建的啟德「澐璟」地盤發生工業意外，棚架由19樓倒塌至地面，造成2死3傷。[28]
- 2月21日：廉政公署成立香港國際廉政學院。[29]
- 2月23日：
  - 中華人民共和國國務院批准新增西安市和青島市為「港澳個人遊」城市，兩地旅客3月6日起可獲簽發個人遊簽注，每次可在香港逗留不超過7天。[30]
  - 中共中央港澳工作辦公室主任、國務院港澳事務辦公室主任夏寶龍訪港7天。[31]
  - 旅行社新星旅遊宣佈停業，旅遊業監管局接獲逾百宗消費者的查詢及求助。[32]
- 2月28日：
  - 財政司司長陳茂波發表《2024年至2025年度香港政府財政預算案》，宣佈撤銷多項住宅物業需求管理措施，包括額外印花稅、買家印花稅和新住宅印花稅。[33]
  - 香港金融管理局宣佈提高自用住宅物業及非住宅物業按揭成數，並暫停實施物業按揭貸款假設利率上升2厘的壓力測試要求。[34]

### 3月
- 3月1日：運作44年的承建商馮祥記因資金周轉問題清盤。[35]
- 3月8日：香港特別行政區第六屆政府把為基本法第二十三條而立法的《維護國家安全條例草案》刊登政府憲報，並提交立法會首讀及審議[36][37]。
- 3月11日：下午1時22分，大嶼山發生黎克特制2級地震，天文台表示收到超過100名市民報告。[38]
- 3月15日：
  - 元朗博愛醫院公佈嚴重醫療事故，發現兩名病人的化驗樣本混雜，導致其中一人被誤診子宮內膜癌，並移除子宮等部位，最後才發現該病人並未有患癌。[39]
  - 香港最後一個私營出租屋邨大坑西邨將會重建，居民搬遷期限屆滿，但仍然有約20戶仍未遷出。[40]
- 3月16日：2019年7月1日衝擊立法會大樓案，暴動罪成的12名被告判處監禁6年半至7年，為反修例運動中暴動罪最長的刑期，而藝人王宗堯刑判囚74個月。[41]
- 3月19日：香港第七屆立法會全票通過《維護國家安全條例》草案，完成香港基本法第23條立法程序[42]。
- 3月23日：《維護國家安全條例》正式生效。[43]
- 3月25日：原定可以因監獄中行為良好，而提早出獄的國家安全罪犯馬俊文，因基本法23條生效修訂了監獄規則[44]，而不能獲釋，為基本法23條生效後首宗案例。[45]
- 3月29日：復活節長假期開始，多個口岸和機場都有大批市民出境。入境處表示有68萬港人離境，創疫情後新高。[46]
- 3月30日：中午時分，元朗崇山新村發生山火，其架空電塔導致全港多區出現電壓驟降，消防處接獲53宗困升降機事故，機電署要求中電在一個月內提交報告。[47]
- 3月31日：大昌食品市場業務受到不確定的外在因素和各種營運挑戰，經審慎考慮後，決定終止食品市場業務，28間零售店鋪全線結業。[48]

### 4月
- 4月9日：位於元朗洪水橋洪雅路的房協地盤發生火警，火勢愈燒愈猛其後升為四級，更演變成長命火。由於地盤面積大，火場內有大量金屬及木製支架形同迷宮，加上現場擺放大量風煤樽令火勢異常猛烈，地庫內布滿濃煙，溫度高達500度以上，導致救火面臨困難。大火焚燒接近42小時後，於4月12日早上救熄，件中無人受傷。[49]
- 4月10日：位於旺角佐敦道和彌敦道交界的華豐大廈發生三級火警，造成5人死亡，40人受傷。[50]
- 4月20日：一輛七人車沿荃灣路往荃灣方向行駛，至近葵涌公園時疑失控，撞路中水馬及風琴式防撞欄，造成1人受傷。[51]
- 4月21日：上午9時30分左右，於清水灣有水龍捲報告。[52]
- 4月22日：《2023年產品環保責任（修訂）條例》第一階段管制實施，限制店舖向客人提供或銷售即棄塑膠餐具及相關產品。[53]
- 4月23日：4名渠務署外判工人在沙田源禾路遊樂場清洗污水渠時吸入硫化氫，導致2人死亡，2人受傷。[54]
- 4月26日: 香港信資通開始運作，取代環聯信貸（英语：TransUnion）在香港信貸報告中的壟斷地位。[55][56]
- 4月30日：下午近1時半，一名女子行經雲漢邨漢柏樓時，據報遭兩樽從高處墮下的液體打中，更遭樽中的懷疑腐蝕性液體濺到，導致面、頸和手臂紅腫及痛楚，其兒子見狀報案。[57]

### 5月
- 5月1日: 香港大學實施遊客分流措施，只容許預先登記參觀的訪客可以進入校園。[58]
- 5月3日: 造價68.1億元的沙田T4主幹道撥款獲得立法會通過，同時為今屆立法會最多議員投下棄權和反對票的審議。[59]
- 5月8日: 
  - 香港高等法院上訴法庭在申請願榮光歸香港禁制令案件中，判律政司勝訴，正式批出《願榮光歸香港》禁制令。[60]
  - 啟德體育園地盤發生致命工業意外。一名52歲男工人在動力操作升降工作台上視察工程進度時，被夾於工作台與金屬構築物之間，送院後證實不治。[61]
- 5月10日：油麻地廟街的「廟街小廚」及「聯發小廚」兩間食肆長期無牌經營及霸佔行人通道和馬路經營，食物環境衛生署周三(8日）突擊封舖。[62]
- 5月13日：英國倫敦反恐警察首次發布香港駐倫敦經貿辦間諜案的消息，英國警方指香港駐倫敦經濟貿易辦事處經理涉嫌在當地組織間諜活動，並與另外2人因觸犯《2023年國家安全法》而被皇家檢控署起訴。[63]
- 5月17日：網上流傳片段，有的士司機自行「放蛇」打擊Uber，警方表示收到有人舉報7輛白牌車，未有人被拘捕或票控，案件列作「交通投訴」處理，的士小巴商總會理事長表示不認同司機的行為。[64]
- 5月18日：早上9時03分，一輛屯門方向行駛的輕鐵，至鍾屋村站時意外脫軌，車上沒有乘客，事件中無人受傷，但4條行車線要改道行駛。[65]
- 5月19日：樂隊Beyond已故主音黃家駒位於將軍澳華人永遠墳場墓碑遭人破壞，片段亦社交平台發佈。警方拘兩名捕分別為15歲和23歲青年，涉嫌刑毁。[66]
- 5月22日：立法會首讀《社工註冊修訂條例草案》，改革現有的社工註冊局，擴大政府委任成員，並需在上任前宣誓，確保被裁定干犯嚴重罪行人士的社工資格會被註銷，令註冊局更有效維護國家安全。[67]
- 5月25日：仁濟醫院發生嚴重醫療事故 （页面存档备份，存于），4歲女童黎心悅，後腦2厘米傷口需俯臥縫3針。護士縫第一針時，黎心悅有掙扎和哭泣，黎父見她被病人服務助理固定於病牀按住頭部，臉部向下掩埋在枕頭之中。約3分鐘後完成縫針，黎心悅失去意識和脈搏，心臟驟停18分鐘，造成缺血性腦病變、腦水腫、需要呼吸機協助，危殆昏迷[68][69][70]
- 5月27日：
  - 香港政府宣佈暫緩實施垃圾徵費。[71]
  - 廉政公署拘捕12人涉2021年起在港超聯球賽打假波，被捕人士包括香港超級聯賽球隊的兩名球員及一名主教練。[72]
- 5月28日：警方首次引用以基本法第二十三條為基礎立法的維護國家安全條例，拘捕五女一男，包括正還柙的前支聯會副主席鄒幸彤，涉嫌觸犯「煽動意圖的相關罪行」。[73]
- 5月30日: 香港民主派初選案裁決宣判，47位被起訴人士中，31人認罪，其餘16人不認中，14人被裁定「串謀顛覆國家政權罪」罪成，其餘2人被判無罪，律政司表示會就兩人不被定罪而提上訴。[74]
- 5月31日: 深水埗海壇街近愛海頌位置發生路陷，路陷範圍長10米、深3米。[75]

### 6月
- 6月2日：一名40歲姓汪男子被發現躺臥美華工業中心地出入口一輛手推車上，送院後不治。死者與3名涉嫌非法處理屍體的被捕人均來自內地，互相認識。[76]
- 6月8日：一部深色私家車駛至北區醫院門口停低。車上兩名黑色衫褲男子下車，戴著白手套將一名23歲姓黃男子，抬至人行道與自行車道之間，其後兩人上車離開，途人報警求助，事主送往北區醫院搶救後不治。事主身上有多處瘀傷，臉部腫脹，傷勢可疑，新界北總區重案組接手調查。大批探員到現場封鎖人行道及自行車道一段路，又派員到北區醫院了解事件，其後聯絡了死者一名女親友到醫院確認身份，事主身世終有頭緒。警方現時將案件暫列送院時死亡，暫未有人被捕。[164]9日晚上警方在錦田公路尋獲涉案私家車[165]，10日，新界北總區重案組經調查後，以涉嫌謀殺拘捕一名32歲姓何本地男子，下午4時，將在新界北總區總部見記者交代案情。警方表示，死者身上有鈍物襲擊傷勢，惟確實死因仍在調查。至於涉案用於棄置男子的私家車，事發時被套上假牌，車上亦有一把電槍。警方提到被捕男子無業，有黑社會背景，是涉案私家車車主，與死者關係仍在調查。警方又相信仍有涉案人士在逃，呼籲市民如有消息與警方聯絡。11日該名被捕男子已獲准保釋候查，須於7月上旬向警方報到。[77]
- 6月12日：黃大仙多處在晚上8時左右突然停電，影響達4小時。中電指原因為電壓驟降，有逾2,000戶受影響，此事件亦是今年內第7次發生的事故。[78]
- 6月18日：一名33歲姓藍女子疑酒後動粗，在大同新邨大衛樓地下先與其女友人爭執，其間襲擊一名85歲姓陳男保安員，令他頭部重創昏迷送院，延至21日傷重不治。[79]
- 6月21日：一對情侶昨（21日）在華勉樓一單位內爭執，其間一名女子疑遭男友拳打，導致頭部重創，倒地不起；其後男友離開單位，及至今日（22日）重返現場時，發現女友陷入昏迷，於是報警，最終該名56歲女子被證實傷重不治。警方其後拘捕該名59歲涉案男子；案件列作謀殺，交由警方大埔警區重案組第3隊跟進。[77]
- 6月23日：香港國際機場在早上7時發生電腦系統故障，導致航班資訊無法更新，影響範圍包括電子顯示屏無法運作，網頁及手機應用程式。而客運大樓需改用白板手寫資訊。特首李家超表示必須防止類似事件再次發生，已要求機管局提交報告。[80]
- 6月28日：下午2時，突擊搜查一個位於觀塘商業大廈的公司單位，以涉嫌「參加三合會社團的集會」，拘捕9名本地男子（30至75歲），全部人正現被扣查。[81]
- 6月29日：上午7時24分，葵涌葵芳邨葵仁樓10樓一個單位發生火警。現場消息稱，單位無人。消防員到場開喉，13分鐘後將火救熄，事件中無人受傷，毋須疏散，初步調查顯示為風扇的充電器着火。[82]

### 7月
- 7月3日：
  - 立法會完成三讀通過《社工註冊修訂條例草案》，改革現有的社工註冊局，大幅增加政府委任成員，並需在上任前宣誓，確保被裁定干犯嚴重罪行人士，特別是國家安全相關罪行人士的社工資格會被永久註銷。在法案通過前的一星期，就現有經選舉方式選出的8名註冊局成員中，7名宣佈因此而辭職，令由選舉方式選出的註冊局成員僅餘一人，連同委任成員則剩餘7人。政府表示，由於餘任年期不夠一年，不會因成員辭職而進行補選。[83][84][85]
  - 將軍澳幼童綁架案
- 7月5日：
  - 新修訂的社工註冊局條例正式生效。
  - 《政府租契續期條例》生效。
- 7月13日：全球華人企業家總商會涉假基金真騙局[86][87]
- 7月14日：香港練馬師呂健威以70場頭馬首度奪得香港冠軍練馬師榮銜。
- 7月20日：荃灣柴灣角街華俊工業中心發生致命工業意外。一名57歲男工人在大廈15樓外牆工作，其間疑失足墮下，現場證實死亡。[88]
- 7月25日：
  - 香港數字政策辦公室（數字辦）正式成立，該政府部門是由原來的政府資訊科技總監辦公室（資科辦）及效率促進辦公室（效率辦）合併而成。[89]
  - 葵涌荔崗街地盤發生致命工業意外。一名42歲男工人在泥頭車旁工作期間，被一部懷疑突然轉動的挖泥機夾住頭部，令其頭部被困於重型貨車及挖泥機之間，當場不治。[90]
- 7月28日：江旻憓代表香港參加奧運並取得奧運金牌，成為自香港回歸後，首位取得奧運金牌的女性運動員。[91]
- 7月29日：張家朗再次代表香港參加奧運並取得奧運金牌，成為香港史上首位獲兩面奧運金牌的運動員。[92]
- 7月31日：香港教育局宣佈，香港初中公民與社會發展科將於2024年9月新學年全面推行，教育局向全港中學發通告公布相關課程指引，其中要求教師向中三學生講解習近平思想。在香港官方公布的教材及工作紙中，相關教材及工作紙引用了中共中央總書記習近平的「七一講話」，並要求學生回答「四個必須」及「四點希望」。[93]

### 8月
- 8月1日：香港全境禁止餵飼野鴿。[94]
- 8月6日：國家安全展覽廳於尖沙咀香港歷史博物館內開幕。[95]
- 8月15日：香港海洋公園雌性大熊貓盈盈通過與樂樂自然交配，誕下一對龍鳳胎，是首次有大熊貓在香港出生，亦打破全球最年長初次成功產子的大熊貓紀錄。[96]
- 8月29日：
  - 「屠龍小隊」案中，陪審團裁定一人有罪，其餘六人無罪。[97]
  - 區域法院判定前《立場新聞》兩位編輯串謀發布煽動刊物罪名成立，是自1997年回歸以來，首次有記者或編輯被判「煽動罪」。[98]
- 8月31日：國安處拘一男一女，涉及城大教授李衍樺在九龍塘站輕生事件發布虛假遺言及放置悼念燈箱，涉嫌違反煽動他人憎恨中央及港府。

### 9月
- 9月3日：香港海防博物館改設為香港抗戰及海防博物館。[99]
- 9月4日：高等法院上訴法庭裁定香港電台工會、記協一方就「驚方訊息」提出的上訴勝訴，下令通訊局撤銷警告。[100]
- 9月11日：警方上週六（7日）接獲報案後，網絡安全及科技罪案調查科人員經深入調查後，昨日（10日）在馬鞍山以涉嫌「刑事恐嚇」，拘捕一名31歲本地男子，被捕人現正被扣留調查[101]
- 9月15日：一名有精神病記錄的男子涉嫌持刀襲擊妻子及母親，到場警員警告無效後開槍，男子中槍受傷，送院後死亡。
- 9月22日：
  - 《的士司機違例記分條例》生效。[102]
  - 「香港傳奇馬王」金鎗六十光榮退役。
- 9月26日：
  - 新世界發展宣佈行政總裁鄭志剛辭任，由前發展局局長馬紹祥接任。[103]
  - 《立場新聞》案，法官判處鍾沛權監禁21個月，林紹桐則因健康理由即時獲釋。
- 9月27日：
  - 恒指主板單日交易額突破4000億港元，創歷史新高。
  - 中大校董會通過盧煜明出任中大下任校長，明年1月8日就任。

### 10月
- 10月4日：連鎖健身美容中心舒適堡宣布暫時結業近一個月，醫美集團perFACE公布以perFIT品牌接管兩間分店營運。[104]
- 10月9日：香港政府與內地簽署《〈內地與香港關於建立更緊密經貿關係的安排〉（CEPA）服務貿易協議》第二份修訂協議，容許建築工程、檢測認證、電視電影、金融及旅遊服務等進入內地市場的門檻降低。[105]
- 10月13日：
  - 康文署公佈香港動植物公園有8隻不同品種猴子在同日死亡，另一隻在10月14日早上離世，其後檢測後涉及類鼻疽菌感染有關。[106]
  - 何文田香港斯坦福美國學校發生致命工業意外。一名50歲尼泊爾裔工人在15米高位置拆棚期間，疑意外失足飛墮至公主道行人路，疑後腦首先着地大量流血，且重創陷入昏迷，送往廣華醫院後證實不治。[107]
- 10月16日：行政長官李家超發表任內第三份《施政報告》，包括提出規管劏房框架，命名為「簡樸房」和進一步放寬按揭貸款到2009年時的限制。
- 10月17日：
  - 元朗康景街公廁發生謀殺案。警方接獲報案指一名68歲男子在康景街公廁對開與另一名73歲男子打鬥，二人涉嫌在公眾地方打鬥被捕；73歲男子其後獲准保釋候查，傷者同日轉送到屯門醫院後不治。警方其後將案件改列謀殺案，其後再拘捕73歲男涉嫌謀殺。[108]
  - 8名警員涉2020年2月在深水埗通州街公園緝毒期間襲擊露宿者及砸爛其家當，其中6人被裁定意圖妨礙司法公正罪成，判處監禁25至41月。[109]
  - 繼昨日有四間保險公司及上個月有直銷公司收到假炭疽恐嚇信後，今日再有一間保險公司收到類似信件，港島總區重案組合併上述案件調查。[110]
- 10月23日：發展局公布在香港赤洲首次發現恐龍化石，估計屬白堊紀時期。[111]
- 10月28日：香港仔瀑布灣公園發生命案。一名印尼女子被發現倒斃瀑布底，最初懷疑是遇溺，警方人員到場證實該名25歲女子已告不治。警方經調查後認為案件有可疑，列作「謀殺」調查，港島總區重案組接手調查案件。案發翌日警方拘捕兩名分別34及36歲的男女，當中英籍男子涉嫌謀殺，女子則涉嫌協助罪犯被捕。被捕男女為夫婦關係，乘搭高鐵回港後在西九龍站被捕。其後發現被捕男子與死者為情侶關係，據悉有婚外情。[112]

### 11月
- 11月1日：一名懲教助理下班後在西貢壁屋監獄外遇襲，警方其後拘捕13名男子，多人有黑社會背景。[113]
- 11月2日：漁護署為紅花嶺郊野公園舉行開幕禮，成為香港第25個郊野公園。[114]
- 11月4日：考評局公佈本年度小三及中三學生的「全港性系統評估」（TSA）中英數表現，其中小三學生中文科達標率只有80.9%，為自2004年實施以來新低。校長認為同移民潮影響有關。[115]
- 11月8日：中共中央港澳工作辦公室在深圳五洲賓館舉行工商界座談會，各大地產商及商會等代表出席。中共中央港澳辦主任夏寶龍期望工商界用實際行動支持香港發展，同時不可以「一招鮮、吃遍天」。[116]
- 11月9日：大圍柏傲莊三期地盤發生致命工業意外。一名41歲男工人從12樓的吊籠搬出建築材料期間，吊籠疑出現失靈急墜，工人走避不及導致下半身被夾，送院後證實不治。港鐵已要求發展商停工。[117]
- 11月10日：屯門友愛邨在凌晨發生謀殺案。一名35歲男子懷疑被毆打致死，警方在早上拘捕至少4人，正追緝在逃人士。消息稱，死者昨晚在友愛街市熟食檔買食物時，聽到附近有人爭吵故上前查看，疑因眼神問題卻被4人毆打，導致頭部受傷。他負傷回家，父親見其氣息不佳遞水給他喝，詎料一飲即噴血，立即報警。不過送院後搶救無效不治。[118]
- 11月14日：
  - 「屠龍小隊」涉策劃2019年用槍械及炸彈殺警，7名被告在高等法院判刑，首被告、「屠龍小隊」隊長黃振強監禁13年6個月。另一主腦吳智鴻承認一項串謀犯對訂明標的之爆炸罪及一項意圖危害生命而管有槍械及彈藥罪，監禁23年10個月。是反修例案件中最重的刑罰。[119]
  - 發展局公布北部都會區牛潭尾46公頃土地擬發展為大學城。[120]
  - 颱風桃芝襲港，令香港天文台需要在當日早上發出八號信號，是港交所實施惡劣天氣不停市 (俗稱「打風不停市」) 政策後首次啟動。[121]
- 11月19日：民主派初選47人案，被控《國安法》下的「串謀顛覆國家政權罪」。西九龍裁判法院裁定，判囚「首要分子」戴耀廷10年，區諾軒6年9個月、趙家賢7年、鍾錦麟6年1個月。不認罪的前記者何桂藍被判囚7年。[122]另外，吳政亨作為「三投三不投」的發起人被裁定為「積極參加者」，判囚7年3個月。有關詳細各人的判刑，包括其餘40人判刑，請參考香港47人案#法院裁決。
- 11月21日：
  - 早上8時許，屯門公路出九龍方向、近屯門公路轉車站快線發生交通意外，一共涉及11部私家車。從網上影片可見，意外前後分成2條車龍，前方為8車串燒相撞，後方則有3車相撞。據報，事件中無人受傷。
  - 解放軍海軍直升機母艦「海南號」及驅逐艦「長沙號」訪港5日，分別停泊在堅尼地城招商局碼頭及昂船洲海軍基地，但僅開放予受邀的約一萬多名市民入場參觀[123]。
- 11月22日：
  - 一名18歲工人在中環德輔道中歐陸貿易中心維修扶手電梯期間，意外跌落扶手電梯入口內的坑槽被困，送院搶救後不治。[124]
  - 東涌迎東邨對開地盤發生致命工業意外。一名57歲男工人在一個約5米高升降台工作被夾於升降台及天花板之間昏迷，送往北大嶼山醫院後證實不治。[125]
- 11月24日: 香港的個人信貸資料服務，已完成由環聯信貸（英语：TransUnion），過渡至「信資通」。[126][127]
- 11月26日: 香港終審法院駁回律政司和房委會的上訴，裁定同性伴侶可跟異性伴侶一樣，享有相同的公屋與居屋的住屋與繼承權。[128]
- 11月27日:荃灣象鼻山路近石圍角邨發生火警，旁邊隔音屏障亦受波及，並陷入火海。最後需要全線封閉16小時並進行緊急維修。警方在一日後拘捕一名75歲男子涉嫌縱火。[129]
- 11月28日: 造價達1415億的香港國際機場第三條跑道正式啟用。[130][131]
- 11月29日:
  - 政府舉行「企業參與北部都會區發展簽署儀式」，有85間企業參與。[132]
  - 1997年尖沙嘴寶勒巷卡拉OK縱火案，釀成17死13傷。警方公佈其中一名通緝疑犯在內地被捕，並已經被押返回港重組案情。[133]
  - 新世界發展宣佈上任僅兩個月的行政總裁馬紹祥辭任，由新世界執行董事兼新世界中國地產行政總裁黃少媚接任。[134]

### 12月
- 12月1日：深圳居民赴港個人遊恢復「一簽多行」簽注安排，同時擴展至持有居住證的非深圳戶籍居民。
- 12月5日：根據行政長官李家超的提名和建議，國務院決定：任命陳美寶為運輸及物流局局長、羅淑佩為文化體育及旅遊局局長，免去林世雄的運輸及物流局局長、楊潤雄的文化體育及旅遊局局長職務。[135]
- 12月12日：2019年元朗襲擊事件非白衣人暴動案，7人被裁定暴動罪罪成。[136][137][138][139]
- 12月23日：上水圍地盤發生致命工業意外。一名72歲男工人懷疑搬運大型水管期間，被滾落的水管擊中頭部昏迷，送往北區醫院後證實不治。[140]
- 12月25日：聖誕節長假期開始，多個口岸和機場都有大批市民出境。入境處表示有55萬港人離境，7萬5千多內地旅客入境。[141]
- 12月29日：西九高鐵上蓋地盤發生致命工業意外。一名53歲男工人在協助將玻璃幕牆移位，懷疑用作繫穩玻璃組件的帆布帶突然斷開，被一幅重1.2噸的玻璃幕牆組件壓中，送院搶救後不治。[142]
- 12月31日：由美國網站「TC Candler」舉辦的全球百大型男排名榜2024出爐，MIRROR成員姜濤排名從第3位到上升至第2位，而AK及Anson Lo分別從第18位及第39位到下降至第23位及第91位。[143]

## 預定事件

### 時間未定
- 港鐵屯馬綫兆康站及天水圍站，中間增設洪水橋站，預計本年動工。
- 香港國際機場二號客運大樓預計於本年完成擴建工程並重開。
- 香港歷史博物館常設展覽「香港故事」預計於2024年底重新開放。[來源請求]

## 逝世

### 1月
- 1月5日：柳俊江（42歲），傳媒人、演員，曾任無綫新聞主播，燒炭自殺身亡。[144]
- 1月27日：彭顯圖，前公民黨新界東執委及將軍澳地區顧問，在德國旅遊期間暈倒離世。[145]
- 1月28日：李俊生（72歲），前廉政公署執行處長，從北角城市花園寓所墮樓身亡。[146]
- 1月31日：梁志強（90歲），香港教育學院創校校長，此前為香港大學地理學系首位華人系主任，於律敦治醫院病逝。[147]

### 2月
- 2月2日：河國榮（58歲），澳洲籍香港男演員及電視主持，於西貢大坳門村一所村屋內燒炭自殺身亡。[148]
- 2月3日：鄭啟泰（56歲），香港廣播及電視節目主持人、演員及司儀，自2012年第31屆香港電影金像獎至2023年第41屆香港電影金像獎為頒獎典禮擔任現場報幕員，於律敦治醫院病逝。[149]
- 2月7日：劉允怡（76歲），香港醫務委員會前主席，香港中文大學外科學系教授及和聲書院創院院長，於家人陪伴下逝世。[150]
- 2月25日：李影（70歲），香港資深女演員，於加拿大列治文寓所跌倒，醫護人員到場後急救惜最後不治。[151]

### 3月
- 3月4日：岑柏（88歲），香港天文台首位華人台長，於家人陪伴下逝世。[152]
- 3月6日：陳毓麟（99歲），香港練馬師，曾為1978至1979年度馬季香港冠軍練馬師，於家人陪伴下逝世。[153]
- 3月10日：周天瑜（8歲），橫紋肌肉瘤患者，因嚴重醫療事故慘變5年植物人，聽《蒙着嘴說愛你》罕現明顯反應後獲姜濤拍片打氣祝福，父控訴七宗罪，其父母開設「天瑜醫療事故關注組」Facebook專頁并声称「瑪麗醫院麻醉科呂美珊醫生，涉嫌篡改醫療記錄，以隱瞞天瑜在手術中途心臟停頓的真實原因」却获晉升為麻醉科部門主管，父不停维权仍未能如愿，事件震驚全城。[154][155][156][157]
- 3月15日：陳狄克（76歲），香港資深影視演員，代表作為1976年麗的電視劇集《中國殺人王》，於醫院逝世。[158]
- 3月17日：
  - 馬亞木（96歲），香港專線小巴經營商冠榮車行創辦人，人稱「小巴大王」，於香港浸信會醫院病逝。[159]
  - 區鎮樺（43歲），前大埔區區議員，因急病逝世。[160]
- 3月25日：李秀恆（69歲），工業家，香港中華廠商聯合會前會長，於醫院病逝。[161]
- 3月26日：陳鎮源（74歲），香港主權移交後政府新聞處首任處長，於瑪麗醫院病逝[162]。
- 3月28日：黎明詩（58歲），香港女歌手及演員，因食道癌病逝。[163]
- 日期不詳：蕭亮（83歲），香港影視男演員、電視及廣播主持人、旁白及報幕員，於加拿大多倫多家中逝世。[164]

### 4月
- 4月：
  - 董慕節（101歲），玄學界人士，原名沈均輝，以「鐵板神算」聞名。[165]
  - 呂奇（82歲），香港粵語片演員、編劇、導演。[166]
- 4月2日：鄭威濤（57歲），香港飲食業商人，曾為香港板前壽司、板長壽司及味千拉麵的董事總經理，乃首位投得「日本一」藍鰭金槍魚的香港商人。因胰臟癌於日本東京病逝。[167]
- 4月6日：陳橋（96歲），香港攝影記者，於加拿大溫哥華當地醫院安詳離世。[168]
- 4月7日：何景揚（52歲），香港廉政公署執行處長，因病逝世。 [169]
- 4月13日：黃傑龍（69歲），香港房屋協會前行政總裁，因病逝世。 [170]
- 4月20日：文麗賢（78歲），著名時裝設計師及資深形象顧問，因大腸癌病逝。

### 5月
- 5月8日：羅玉玲（99歲），已故藝人余綺霞的母親。[171]
- 5月18日：廖駿雄（63歲），香港資深影視男演員，無綫電視前藝員，因胃癌於東華醫院病逝。[172]
- 5月25日：顏國樑（71歲），香港資深影視男演員，代表作是《香港八一至香港八六》系列飾演地產經紀「陳積」，因鱗狀細胞癌導致肺炎於伊利沙伯醫院病逝。[173]

### 6月
- 6月16日：葉惠康（93歲），香港作曲家、指揮家、音樂教育家，被譽為香港的「兒童合唱團之父」。[174]
- 6月19日：張詠嫻（18歲），生前為屯門仁愛堂陳黃淑芳紀念中學中六畢業生，於6月17日前往機場返暑期工，離家後途經天水圍天福路期間被車撞死。熱愛畫畫，筆下世界充滿盼望，曾以 @rachel_reallife ，在IG開設帳戶，上載自己的畫作。[175]

### 7月
- 7月13日：
  - 呂永林（63歲），香港前配音員，因病逝世。[176]
  - 文頌男（29歲），J2節目《不正常愛情研究所》主持，因確診患上罕見癌症「尤文氏肉瘤」離世。[177][178]
- 7月17日：鄭佩佩（78歲），香港女演員，於美國病逝。 [179]
- 7月18日：林國強（103歲），香港「雞記蔴雀館」第二代負責人，於家人陪伴下逝世。 [180]

### 8月
- 8月26日：蒲錦文（67歲），香港會計師，曾任護苗基金主席、香港電影金像獎協會會計師。[181]

### 9月
- 9月1日：
  - 黎愛蓮（75歲），香港女歌手，於上水北區醫院病逝。[182]
  - 徐少強（73歲），香港男演員及武術指導。因食道癌於北京病逝。[183][184]
- 9月9日：李海生（83歲），香港男演員、武術指導及武術教練，因免疫系統失調引致細菌感染病逝。[185]
- 9月21日：高妙思（69歲），香港女演員，於伊利沙伯醫院病逝。[186]

### 10月
- 10月22日：
  - 孫明揚（80歲），前香港政府官員，曾擔任多位局長，於香港寓所中安詳離世。[187]
  - 謝志華（64歲），香港男演員，因心肌梗塞病逝。[188]
- 10月24日：宋立功（71歲），香港城市大學學者，專欄作家，公共政策評論者，因血癌病逝。[189]
- 10月26日：王亭之（90歲），香港佛學家、專欄作家，風水術數家，於加拿大病逝。[190]
- 10月27日：李麗麗（74歲），香港影視女演員，因肺癌病逝。[191][192]

### 11月
- 11月3日：鄭明仁（70歲），香港資深傳媒工作者，曾任《蘋果日報》總編輯，因心臟病於東區尤德夫人那打素醫院病逝。[193]
- 11月7日：
  - 唐書琨（90歲；英語：David Sheekwan），香港時裝設計師，被譽為「香港第一代時尚教父」，於中山病逝 。[194]
  - 呂志和（95歲），香港企業家、慈善家，嘉華國際集團及銀河娛樂集團創辦人，安詳辭世。[195]

### 12月
- 12月10日：曹濟（82歲）前無綫電視藝員，於醫院病逝。[196]
- 12月21日：杜平（88歲），香港影視演員及節目主持，於澳洲病逝。[197]

## 其他資訊

### 周年紀念日

#### 7月
- 7月1日：香港特別行政區成立27週年。

#### 10月
- 10月1日：中華人民共和國成立75周年及香港南丫海難12周年。

### 活動
- 2月14日至24日：Chubby Hearts Hong Kong
- 2月22日至3月31日：藝術三月2024
- 3月22至24日：首度在香港舉辦的國際流行文化盛事ComplexCon。[198]
- 3月25日至6月2日：teamLab：光漣｜藝術@維港2024
- 4月5至7日：香港國際七人欖球賽
- 4月6日至7月4日：香港流行文化節2024。[199]
- 5月15日至16日：長洲太平清醮和搶包山決賽
- 6月：香港國際龍舟邀請賽
- 10月：香港單車節
- 10月：香港美酒佳餚巡禮
- 11-12月：香港繽紛冬日巡禮

### 節慶
下列節慶，如無註明，均是香港的公眾假期，同時亦是法定假日（俗稱勞工假期）。有 # 號者，不是公眾假期或法定假日（除非與星期日或其它假期重疊）。
- 1月1日（星期一）：元旦
- 2月10日（星期六）：農曆年初一
- 2月11日（星期日）：農曆年初二
- 2月12日（星期一）：農曆年初三
- 2月13日（星期二）：農曆年初四（補2月11日）
- 3月29日（星期五）：耶穌受難節（是公眾假期，但不是法定假日）
- 3月30日（星期六）：耶穌受難節翌日（是公眾假期，但不是法定假日）
- 4月1日（星期一）：復活節星期一（是公眾假期，但不是法定假日）
- 4月4日（星期四）：清明節及兒童節 #
- 5月1日（星期三）：勞動節
- 5月15日（星期三）：佛誕
- 6月10日（星期一）：端午節
- 7月1日（星期一）：香港特別行政區成立紀念日
- 9月17日（星期二）：中秋節 #
- 9月18日（星期三）：中秋節翌日
- 10月1日（星期二）：中華人民共和國國慶日
- 10月11日（星期五）：重陽節
- 10月31日（星期四）：萬聖夜 #
- 12月21日（星期六）：冬至（是法定假日，但不是公眾假期，根據法定假日放假的機構，或會聖誕節放假，冬至不放假。部份機構或會提早下班）
- 12月24日（星期二）：平安夜#（不是公眾假期或法定假日，但部份機構或會提早下班或放假一天）
- 12月25日（星期三）：聖誕節（根據法定假日放假的機構，或會冬至放假，聖誕節不放假）
- 12月26日（星期四）：聖誕節後第一個周日
- 12月31日（星期二）：公曆除夕# （不是公眾假期或法定假日，但部份機構或會提早下班或放假一天）

### 獎項

#### 萬千星輝頒獎典禮2023
| 榮譽               | 得獎人物                               | 得獎節目／劇集 |
| ------------------ | -------------------------------------- | --- |
| 最佳劇集           | 不適用                                 | 《新聞女王》 |
| 最佳男主角         | 陳豪                                   | 《破毒強人》 |
| 最佳女主角         | 佘詩曼                                 | 《新聞女王》 |
| 最佳男配角         | 林子善                                 | 《隱形戰隊》 |
| 最佳女配角         | 高海寧                                 | 《新聞女王》 |
| 飛躍進步男藝員     | 馬貫東                                 | - 《黃金萬両》 - 《破毒強人》 - 《新聞女王》 |
| 飛躍進步女藝員     | 劉穎鏇                                 | - 《隱形戰隊》 - 《靈戲逼人》 - 《隨懿深度行》 |
| 最佳綜藝節目       | 不適用                                 | 《中年好聲音》 |
| 最佳資訊及專題節目 | 不適用                                 | 《無窮之路Ⅲ 無垠之疆》 |
| 最佳年度及特備節目 | 不適用                                 | 《尋人記II》 |
| 最佳男主持         | 周奕瑋                                 | - 《娛樂頭條》 - 《萬千星輝頒獎典禮2022》 - 《博愛歡樂傳萬家》 - 《周遊關西》 - 《超級毛特兒大賽》 - 《請1日假去旅行》 - 《萬眾同心公益金》 - 《日本限定Super遊》 - 《萬千星輝賀台慶》 |
| 最佳女主持         | 麥美恩                                 | - 《獎門人感謝祭系列》 - 《請1日假去旅行》 - 《博愛歡樂傳萬家》 - 《星光熠熠耀保良》 - 《TVB繼續創新節目巡禮2024》 - 《萬千星輝賀台慶》                                                |
| 最受歡迎電視歌曲   | 炎明熹                                 | Crystal Clear |
| 最具潛質新人       | 鍾柔美、游嘉欣、冼靖峰、古佩玲、炎明熹 | 不適用 |
| 最佳衣著男藝人獎   | 馬國明                                 | 不適用 |
| 最佳衣著女藝人獎   | 佘詩曼                                 | 不適用 |
| 專業精神獎         | 《東張西望》團隊                       | 不適用 |
| 萬千光輝榮譽大獎   | 袁志偉                                 | 不適用 |

#### 叱咤樂壇流行榜頒獎典禮2023
- 叱咤樂壇男歌手金獎：林家謙
- 叱咤樂壇女歌手金獎：陳蕾
- 叱咤樂壇組合金獎：Dear Jane
- 叱咤樂壇至尊歌曲大獎：《隱形遊樂場》張敬軒
- 叱咤樂壇至尊唱片大獎：《in Rhythm》 陳柏宇
- 叱咤樂壇我最喜愛的男歌手：張敬軒
- 叱咤樂壇我最喜愛的女歌手：陳蕾
- 叱咤樂壇我最喜愛的組合：MIRROR
- 叱咤樂壇我最喜愛的歌曲：《濤》姜濤

#### 第42屆香港電影金像獎
| 榮譽             | 得獎人物                                      | 得獎電影       |
| ---------------- | --------------------------------------------- | -------------- |
| 最佳電影         | 不適用                                        | 《毒舌大狀》   |
| 最佳導演         | 鄭保瑞                                        | 《命案》       |
| 最佳編劇         | 游乃海、李春暉                                | 《命案》       |
| 最佳男主角       | 梁朝偉                                        | 《金手指》     |
| 最佳女主角       | 余香凝                                        | 《白日之下》   |
| 最佳男配角       | 姜大衞                                        | 《白日之下》   |
| 最佳女配角       | 梁雍婷                                        | 《白日之下》   |
| 最佳新演員       | 謝欣                                          | 《但願人長久》 |
| 最佳攝影         | 潘耀明                                        | 《金手指》     |
| 最佳剪接         | 梁展綸、David Richardson                      | 《命案》       |
| 最佳美術指導     | 林子僑                                        | 《金手指》     |
| 最佳服裝造型設計 | 文念中                                        | 《金手指》     |
| 最佳動作設計     | 董瑋                                          | 《爆裂點》     |
| 最佳音響效果     | Nopawat Likitwong                             | 《金手指》     |
| 最佳視覺效果     | 黃智力、潘志恒                                | 《金手指》     |
| 最佳原創電影音樂 | 泰迪羅賓、戴偉                                | 《4拍4家族》   |
| 最佳原創電影歌曲 | 填詞魂 作曲：謝雅兒 填詞：黃綺琳 主唱：謝雅兒 | 《填詞L》      |
| 新晉導演         | 卓亦謙                                        | 《年少日記》   |
| 最佳亞洲華語電影 | 不適用                                        | 《周處除三害》 |
| 專業精神獎       | 唐萍                                          | 不適用         |
| 終身成就獎       | 洪金寶                                        | 不適用         |